# (1935) Lucerna
(1935) Lucerna (1973 RB) – planetoida z pasa głównego asteroid okrążająca Słońce w ciągu 4,26 lat w średniej odległości 2,63 j.a. Odkryta 2 września 1973 roku.